# Торское (Тернопольская область)
Торское (укр. Торське) — село в Залещицкой городской общине Чортковского района Тернопольской области Украины.
До 2020 года входило в Залещицкий район.
Код КОАТУУ — 6122088301. Население по переписи 2001 года составляло 843 человека.
Первое письменное упоминание — 1440 год.

## Географическое положение
Село Торское находится на берегу реки Луча,
выше по течению на расстоянии в 0,5 км расположено село Якубовка,
ниже по течению на расстоянии в 1 км расположено село Глушка.
Рядом проходит автомобильная дорога М-19 (E 85) и
железная дорога, станция Торское в 1-м км.

## История
Торское это древнее поселение, известное ещё со времен каменного века. Об этом свидетельствуют многочисленные находки археологических раскопок. Профессор Юрий Полянский обнаружил на территории с. Торское стоянки солютерськои эпохи (примерно XVIII в. до н.э.). На окраине села Торское обнаружено древнее поселение неолита (IV тысячелетие до н. э.) Трипольской культуры и древнеславянский могильник (18 погребений с ювелирными украшениями). Исследованы изделия из керамики (примерно 4 тыс. лет до н. э.). Найдены следы раннеславянской эпохи липецкого типа — IV—VIII вв. нашей эры (Я.Пастернак, Археология Украины, стр. 71). Найдено городище, а также княжеский могильник.
Название села Торское происходит от одного из тюркоязычных племен торков, которое временно находилось на этой территории в XIII в. Торки во второй половине X в. перекочевали с Приаралья в степи Южной Руси. Они стали союзниками князя Владимира Святославовича в его борьбе против булгар. Следы торков сохранились и в названиях других населённых пунктов Украины.
В XVI в. поляки массово оседают на имениях местных землевладельцев.
Первое письменное упоминание о с. Торское — 1440 г.
Начиная с XVII в. началась колонизация края польской шляхтой. С 1578 года село Торское находилось во владении польской шляхетки Екатерины Торской. В селе Торское были основаны свечная, мыловаренная и ткацкая мануфактуры.
В XVIII в. с. Торское заселяют переселенцы из Гуцульщины и других территорий Украины.
Осенью 1648 г. во время освободительной войны под руководством Богдана Хмельницкого жители Торского под руководством крестьянина Петраша принимали участие в походе на замок в Червоногороде (ныне урочище вблизи села Нырков).
В середине XVII в. вспыхнула чума.
По переписи населения в 1900 году в Торском проживало 2154 человека.
Большие исторические события обходили стороной с. Торское и жители сохранили древние традиции и уклад жизни.
В начале лета 1915 года во время первой мировой войны село стало ареной боев между австро-венгерской и российской армиями. После начала первой мировой войны, когда было сформировано легион Украинских сечевых стрельцов, в него добровольцами вступило много молодежи села, которая после провозглашения Западно-Украинской Народной Республики влилась в ряды Украинской Галицкой армии (УГА).
17 сентября 1939 года в село вступили войска Красной Армии. На собрании был избран Временный комитет из представителей сельской бедноты (13 человек). Комитет раздавал имущество Торских. Была проведено конфискация земли.
В 1948 году возобновил своё хозяйствование колхоз.
19 августа 1991 во время ГКЧП местная партийная организация коммунистов на своих партийных сборах приняла решение о самороспуске.
1 марта 1994 был создано «Опытное хозяйство Академии аграрных наук — агрофирма им. Грушевского».

## Объекты социальной сферы
- Школа.
- Детский сад.
- Амбулатория.
- Дом народного творчества.

## Достопримечательности
- Братская могила советских воинов.